# 天河北路
天河北路位于中国广州市天河区，是一条呈东西走向的主干道。
其西起广州大道北，往东至五山路，全长约3.2公里，宽44米。因位于天河体育中心北侧，及天河路北面而得名，1987年建成并命名。道路两旁有众多摩天大楼及写字楼，为广州最大的商务区之一。

## 与之交会道路
- 顺序由西往东排列，粗体字为主干道
- 广州大道北
- 体育西路
- 林和西路
- 林和中路
- 林和东路、体育东路
- 天寿路、天河东路
- 龙口西路
- 龙口东路
- 五山路

## 公共交通
- 广州地铁3号线林和西站、华师站
- 广州地铁11号线龙口西站、华师站
- 珠江新城旅客自动输送系统林和西站

均在鄰近天河北路位置設有出口。
1. ↑  中共广州市天河区委员会; 广州市天河区人民政府. . 广州. 1994: 10.